# CAP Pardinyes
El CAP Pardinyes és un edifici de Lleida (Segrià) inclosa a l'Inventari del Patrimoni Arquitectònic de Catalunya.

## Descripció
Edifici de configuració longitudinal, d'una sola planta i configurat a partir d'un eix central que recorre el centre d'extrem a extrem i que, a més, dona accés a les diferents dependències. Donat que l'accés se situa transversalment al punt intermedi de la disposició lineal, l'immoble genera diversos volums. La coberta s'aixeca sobre el corredor i permet l'entrada de llum zenital a l'interior.
Els murs són de formigó pintat de blanc. Les façanes exteriors no presenten obertures, sinó gelosies que permeten controlar l'entrada de llum depenent de l'estació de l'any.